# Karmnicy
Karmnicy, karmniki (łac. Ministeriales karmnicz, collectores vaccarum, ovum, porcorum) – w okresie wczesnego średniowiecza była to kategoria ludności służebnej, służebnicy książęcy – ministeriales, którzy pobierali daninę w żywych zwierzętach, (krowach, owcach, wołach, świniach), a także karmili stada tych zwierząt i pędzili do książęcej obory lub na pastwiska.
Jedyną wiadomość na temat tej służby książęcej przynosi dyplom księcia Bolesława Wstydliwego z roku 1256. Książę, po odstąpieniu zakonowi Cystersów w Jędrzejowie krów i owiec należnych swojemu stołowi, wskazał służby, które zajmują się poborem należnej daniny, "... si vero ministeriales scilites carmnici villas superius...". Do obowiązków karmników należało zbieranie należnej daniny w żywych zwierzętach, karmienie stad pędzonych do książęcej obory, lub na pastwiska, Karol Buczek przypisuje im także pobór świń i wołów oraz łaciński termin - collectores vaccarum, ovum, porcorum.
Oprócz Małopolski karmnicy działali także na Śląsku, pozostawiając po sobie osadę o tej nazwie niedaleko Ujazdu, wymienioną w 1217 roku obok innych wsi o nazwach służebnych: Strzelce, Sokolniki, Łagiewniki, Podstolice.